# Напольное Тугаево
Напо́льное Туга́ево (чув. Кайри Тукай) — деревня в Вурнарском районе Чувашской Республики. Входит в состав Янгорчинского сельского поселения.

## География
Находится в центральной части Чувашии, на расстоянии приблизительно 12 км на восток-северо-восток по прямой от районного центра посёлка Вурнары на левом берегу речки Сунарка.

## История
Известна с 1795 года, когда в ней было 35 дворов и 241 жителем. В 1858 году было учтено 299 жителей, в 1858 — 299 жителей, в 1897 — 341 житель, в 1926 — 90 дворов, 443 жителя, в 1939 — 479 жителей, в 1979 — 431. В 2002 году было 106 дворов, в 2010 — 84 домохозяйства. В 1931 году был образован колхоз «Первое мая», в 2010 действовал СХПК «Янгорчино».

## Население
Постоянное население составляло 307 человек (чуваши 98 %) в 2002 году, 231 — в 2010.